# Ridotta tolleranza al glucosio
La ridotta tolleranza al glucosio o semplicemente intolleranza al glucosio, conosciuta con la sigla IGT acronimo per l'inglese Impaired glucose tolerance, è uno stato pre-diabetico di iperglicemia che è associato con insulino-resistenza e con aumento del rischio di patologia cardiovascolare, come l'alterata glicemia a digiuno. IGT può precedere diabete mellito tipo 2 per molti anni. L'IGT è anche un fattore di rischio per mortalità. Il 35% delle persone colpite da IGT svilupperà il diabete di tipo 2 entro 8 anni.
Secondo i criteri della Organizzazione Mondiale della Sanità e l'American Diabetes Association, ci si trova nella condizione di alterata tolleranza al glucosio se i livelli di glicemia, misurati con esame OGTT dopo 2 ore dalla somministrazione di 75g ml di glucosio in soluzione, sono pari a 140–199 mg per dL (7,8-11,0 mmol / l). Un paziente quindi si dice che sia affetto da IGT quando presenta valori di glicemia post-prandiale superiori a quello di un individuo sano, ma inferiori a quelli registrati in un soggetto affetto da diabete di tipo 2.